# Hatchiana tsurugisanus
Hatchiana tsurugisanus là một loài bọ cánh cứng trong họ Cantharidae. Loài này được Kiriyama miêu tả khoa học năm 2000.